# Centro médico de Tucson
El Centro médico de Tucson (en inglés: Tucson Medical Center) tiene una capacidad avalada de por lo 641 camas, se trata de un hospital regional sin fines de lucro gobernado a nivel local en Tucson, Arizona al sur de los Estados Unidos. El centro médico trata a cerca de 30.000 pacientes hospitalizados y 120.000 pacientes no internados anualmente, así como alrededor de 6.000 nacimientos.
El TMC sostiene su declaración como un Centro de Neurociencia de excelencia, la certificación como un Centro de Accidentes Cerebrovasculares y la acreditación como un Centro toráxico. El TMC es el único hospital en el sur de Arizona en ser elegido para la lista de los 50 mejores Hospitales Cardiovasculares en los EE. UU. para el año 2011.